# Jungclaussen (Familie)
Jungclaussen ist ein alter, häufig im nördlichen Deutschland vorkommender Familienname. Der Name entstammt den Worten „Jung“, was „der Junge“ (Junior) bedeutet und „Claussen“, welches den Vornamen Klaus  und -sen (dänisch -son) als Sohn bezeichnet. In einer Deutung von Hans Peter Jungclaussen 1925 wird der Nachname als „Sohn des jüngeren Claus“ bezeichnet.
Die im Deutschen Geschlechterbuch von 1936 behandelte Gelehrten- und Pastorenfamilie Jungclaussen lässt sich zurückführen auf Jacob Philipp Albrecht Jungclaussen (1788–1860), der Rektor der Gelehrtenschule in Glückstadt war. Der erste in Glückstadt ansässige Namensträger war Jacob Jungclaussen (vor 1640–1684), ein aus „Aterndorf“ (Otterndorf) gebürtiger Schuster. Dort wurde sein Vater Dirich Jungeclaußen (um 1590–um 1660) in das Bürgerbuch eingetragen. Demnach war der älteste Vorfahr ein Niedersachse und kein Holsteiner (unter dänischer Hoheit).

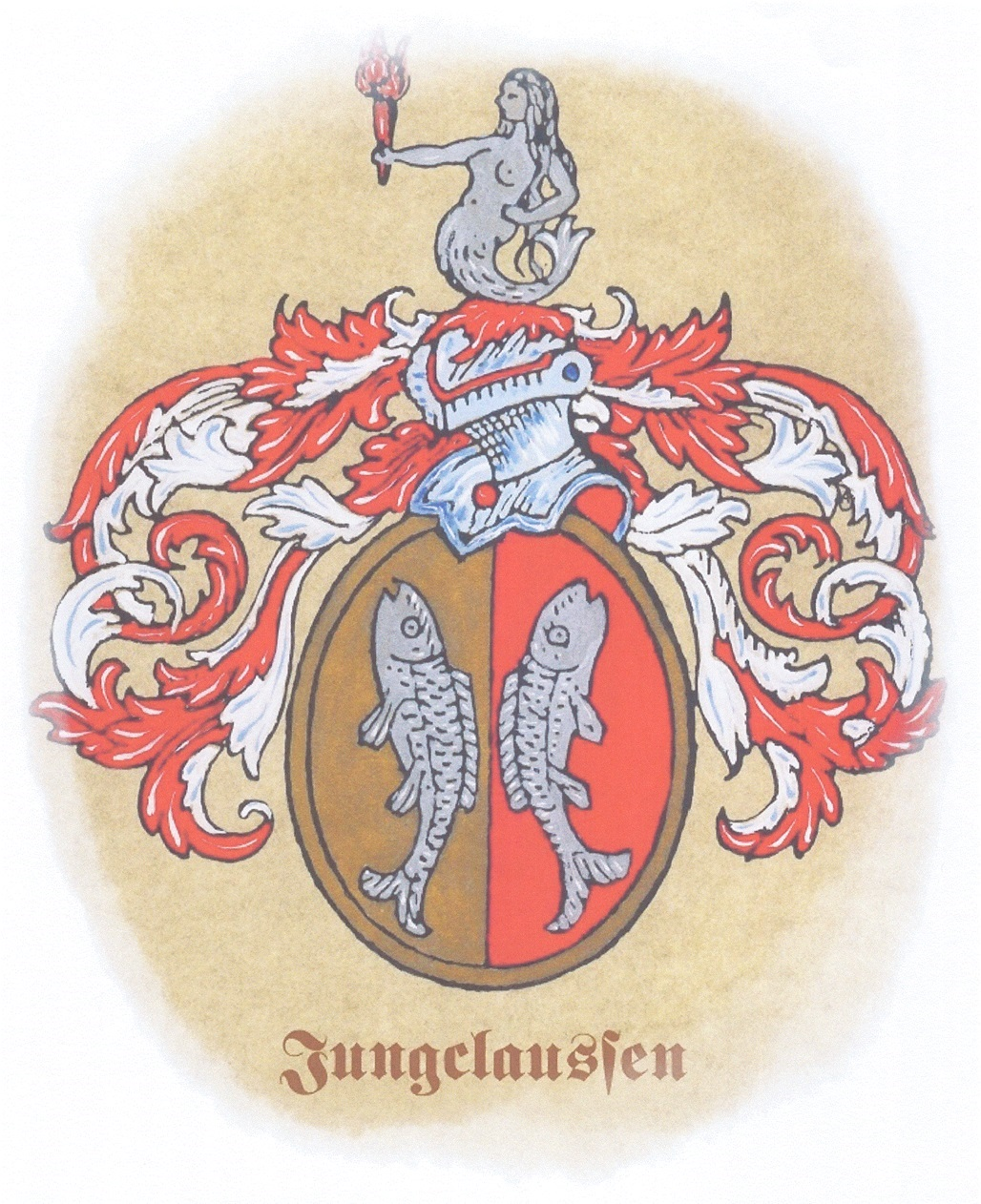
Familienwappen Jungclaussen in den Stammtafeln von 1925

## Wappen
Das Wappen wird wie folgt beschrieben (Blasonierung): „Der in Gold und Rot senkrecht gespaltene, ovale Schild führt in jedem Feld einen aufrechtstehenden silbernen Fisch, mit dem Rücken zueinander gewandt.
Wappenzier:  Über den halb nach rechts gewölbten und gewandten, geschlossenen Helm befindet sich eine silberne Meerjungfrau, eine rote brennende Fackel in der rechten Hand haltend. Die Helmdecken sind weiß und rot.“

## Bekannte Namensträger
Der erste Gelehrte in dieser Familie war Jacob Jungclaussen d. J. (1738–1788), Arithmeticus (Schreib- und Rechenmeister), Organist und Lehrer in Krempe.
Seine Söhne und Nachkommen waren:
- Nikolaus (Claus) Jungclaussen (1772–1823), Lehrer und Kantor in Altona; seine Söhne waren
  - Christian Hermann Diedrich Jungclaussen (1798–1867), Kunstmaler;
  - Johann Jungclaussen (1793–1878), Lehrer in Altona
- Balthasar Jungclaussen (1762–2808), Kantor, Organist und Mädchenschullehrer in Oldenburg (Oldb);
  - Jacob Philipp Albrecht Jungclaussen (1788–1860), Gymnasiallehrer und Rektor der Domschule in Schleswig;
    - Heinrich Jungclaussen (1816–1868) Apotheker in Cismar; er war der Vater vom gleichnamigen
      - Heinrich Jungclaussen (1857–1946), Baumschulbesitzer und Gartenbauunternehmer in Frankfurt/Oder;
        - dessen Tochter Elisabeth J. den Landschaftsarchitekten Hinrich Meyer heiratete;
        - Hermann Heinrich August Jungclaussen (1887–1942), Pastor in Hamburg-Fuhlsbüttel, Münster und Kiel;
          - Hardwin Jungclaussen (1923–2019), Physiker und Ingenieurwissenschaftler (sein Onkel war Gustav Hertz).

    - Hermann Julius Jungclaussen (1818–1896) Pastor in Rieseby und Karby; er war der Vater von
      - Claus Carl* Jungclaussen (1850–1939), Pastor in Kiel
      - Julius Jungclaussen (1854–1921), Pastor und Mitbegründer der Deutschen Seemannsmission.
      - Heinrich Theodor* Jungclaussen (1852–1927), Landmaschinenbauer in Brasilien und Kiel;
        - Franz Jungclaussen (1884–1947), Mitinhaber der Baumschule Heinrich Jungclaussen in Frankfurt/Oder;
          - Emmanuel Jungclaussen, geb. als Walter (1927–2018), Benediktiner und Abt von Niederaltaich;

        - Hans Peter Jungclaussen (1887–1970), Landmaschinenhändler, Autor Familie Jungclaussen im DGB Band 91.

    - Wilhelm Theodor Jungclaussen (1820–1903) wurde ebenfalls Pädagoge, Konrektor in Meldorf und später in Flensburg;
      - seine Töchter Emma und Magda heirateten den Ingenieur Hermann Howaldt (1852–1900) in Kiel.

    - Christian Albrecht Jungclaussen (1823–1903) wurde Apotheker in Hamburg-St. Georg; er war der Vater
      - des Apothekers Caesar Albrecht Jungclaussen (1855–1916).